# Тенирс, Давид (старший)
Давид Те́нирс, в историографии называемый Первый либо Старший (нидерл. David Teniers I, David Teniers de Oude; 1582, Антверпен — 29 июля 1649, там же) — фламандский живописец бытового и исторического жанров эпохи «Золотого века Нидерландов».

## Биография. Семья Тенирсов
Давид Тенирс изучал рисунок и живопись под руководством своего старшего брата, Юлиана Тенирса и у Питера Пауля Рубенса в Антверпене. Затем, в 1597 году, он совершил поездку в Рим, где продолжал художественное обучение в мастерской Адама Эльсхаймера. После возвращения на родину в 1605 году Тенирс Старший, как свободный художник, в 1606 году был принят в Гильдию Святого Луки в Антверпене.
Давид Тенирс Старший, будучи представителем потомственных фламандских живописцев, обучал живописному ремеслу четырёх сыновей: Давида Тенирса Младшего (1610—1690), Абрахама, Юлиана Второго (1616—1679) и Теодора (1619—1697). Кроме них живописцами стали Юлиан Тенирс Первый (1572—1615), брат Давида Тенирса Старшего, и Давид Тенирс Третий (1638—1685), сын Давида Тенирса Младшего.

## Творчество
Тенирс пытался создавать крупные религиозные, исторические и мифологические композиции; тем не менее, он приобрёл наибольшую известность пейзажами и деревенскими сценами, представляющими кутящих крестьян, сцены кермесов (народных праздников), которые отмечены здоровым чувством юмора. Эти работы нередко смешивают с ранними картинами его сына Давида Тенирса Младшего.
В церкви Святого Павла в Антверпене находится большая картина Тенирса Старшего, изображающая «Дела милосердия». В Венской галерее представлены четыре пейзажа, написанные Тенирсом под влиянием Эльсхаймера, и четыре небольших мифологических сюжета, среди которых Вертумн и Помона, а также Юнона, Юпитер и Ио. В Национальной галерее имеются небольшие картины с изображениями сцен деревенской жизни: «Игра в шары», «Разговор трёх мужчин и женщины» и большой «Скалистый пейзаж». Другие примеры его работ можно найти в галереях Санкт-Петербурга, Мадрида, Брюсселя, Мюнхена, Дрездена и Берлина («Искушение святого Антония»). В санкт-петербургском Эрмитаже имеется картина Тенирса Старшего «Чудо апостола Павла на острове Мальта».
Как художник, при жизни Давид Тенирс Старший был мало удачлив и копил долги, которые затем выплачивали его сыновья, в том числе и Давид Тенирс. Но он добился успеха в качестве торговца картинами; он посетил ярмарку Сен-Жермен в Париже в 1635 году с большим количеством картин, написанных им самим и четырьмя его сыновьями. Художник скончался в Антверпене в 1649 году.

## Галерея

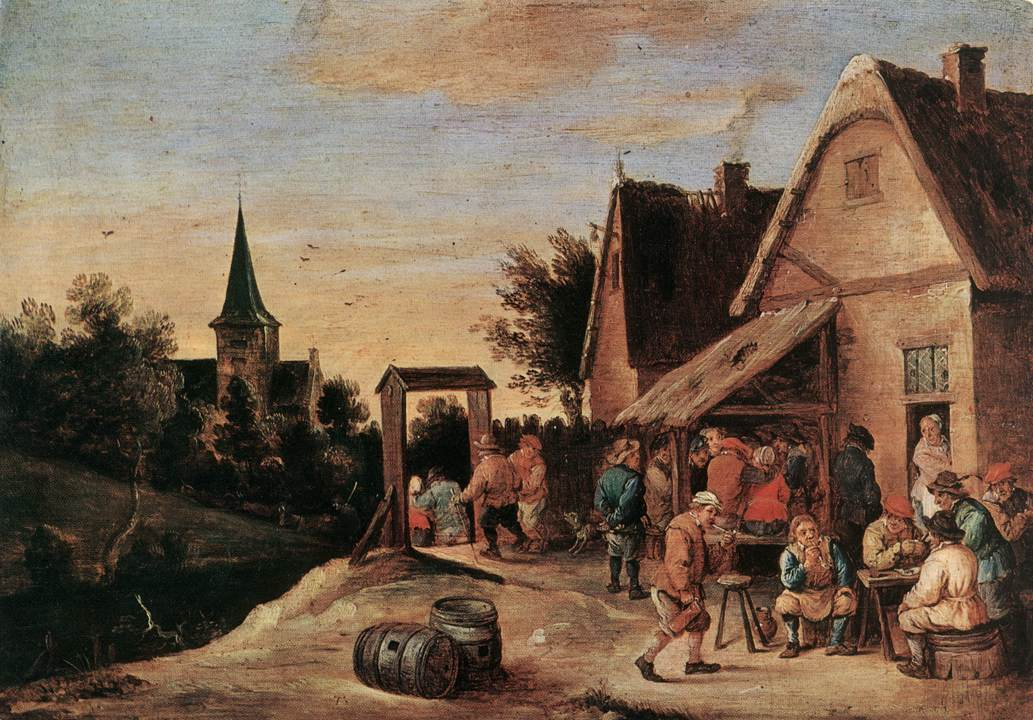
В сотрудничестве с Давидом Младшим. Сельский праздник. Ок. 1640. Дерево, масло. Академия Каррары, Бергамо
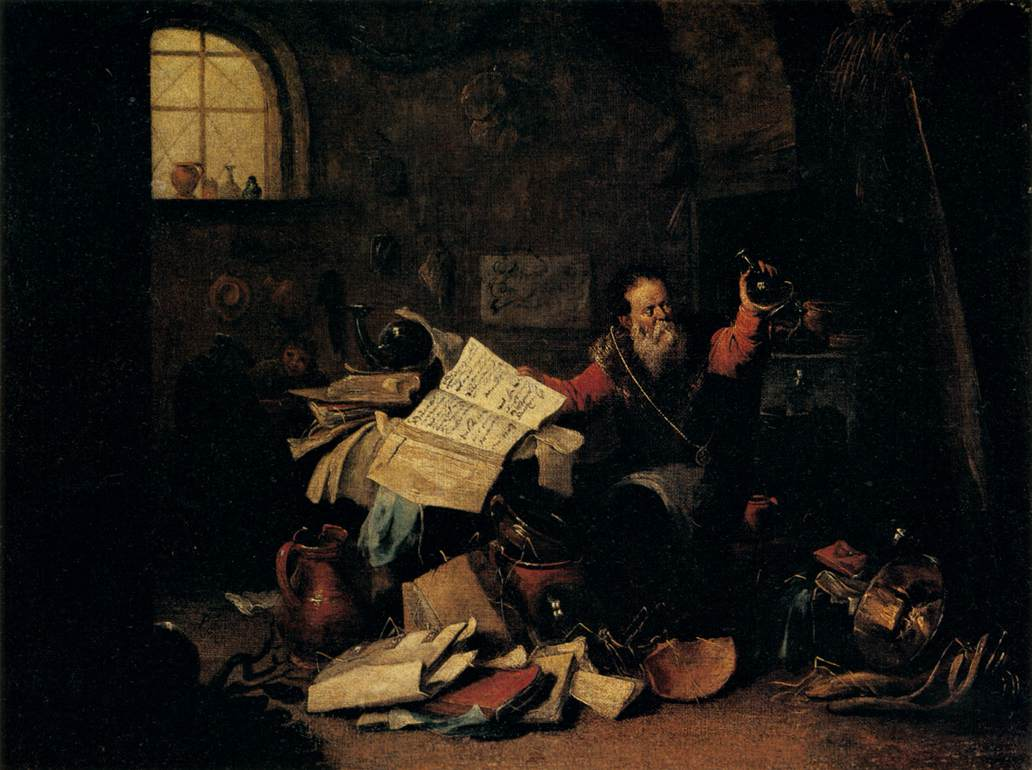
Алхимик. 1640-е. Холст, масло. Палаццо Питти, Флоренция
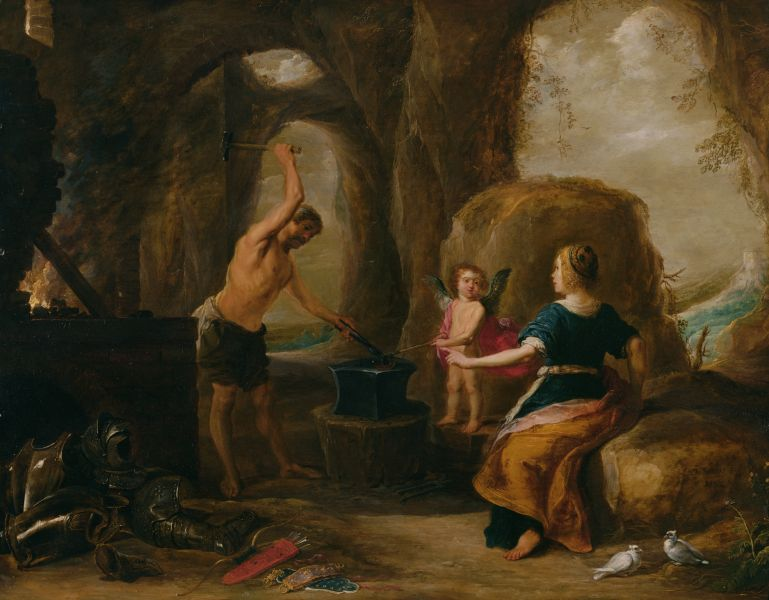
Венера посещает кузницу Вулкана. 1638. Медь, масло. 	Национальный музей западного искусства, Токио
Пейзаж с бегством в Египет. Дерево, масло. Национальный музей изобразительных искусств, Стокгольм
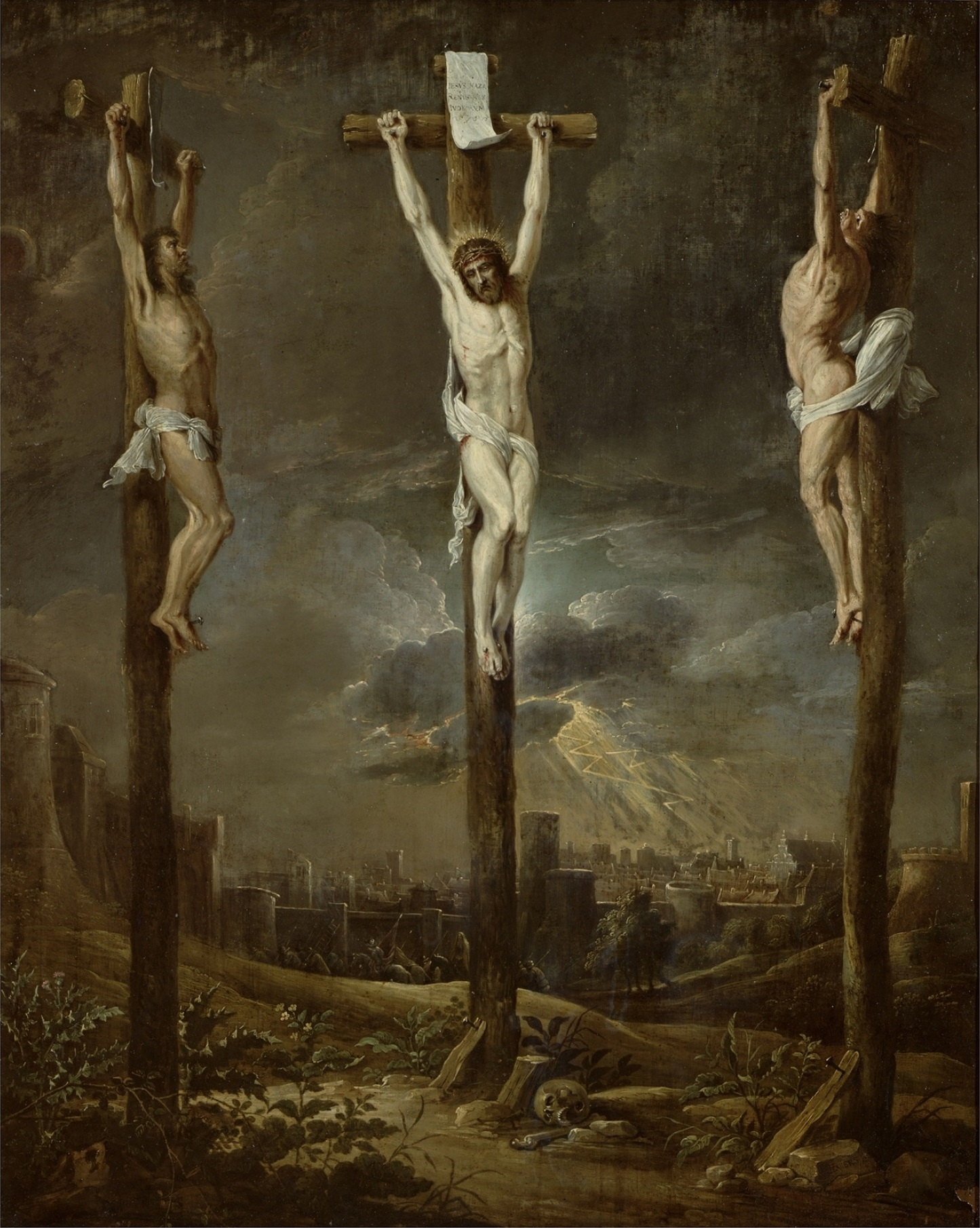
Голгофа. Медь, масло. Лувр, Париж
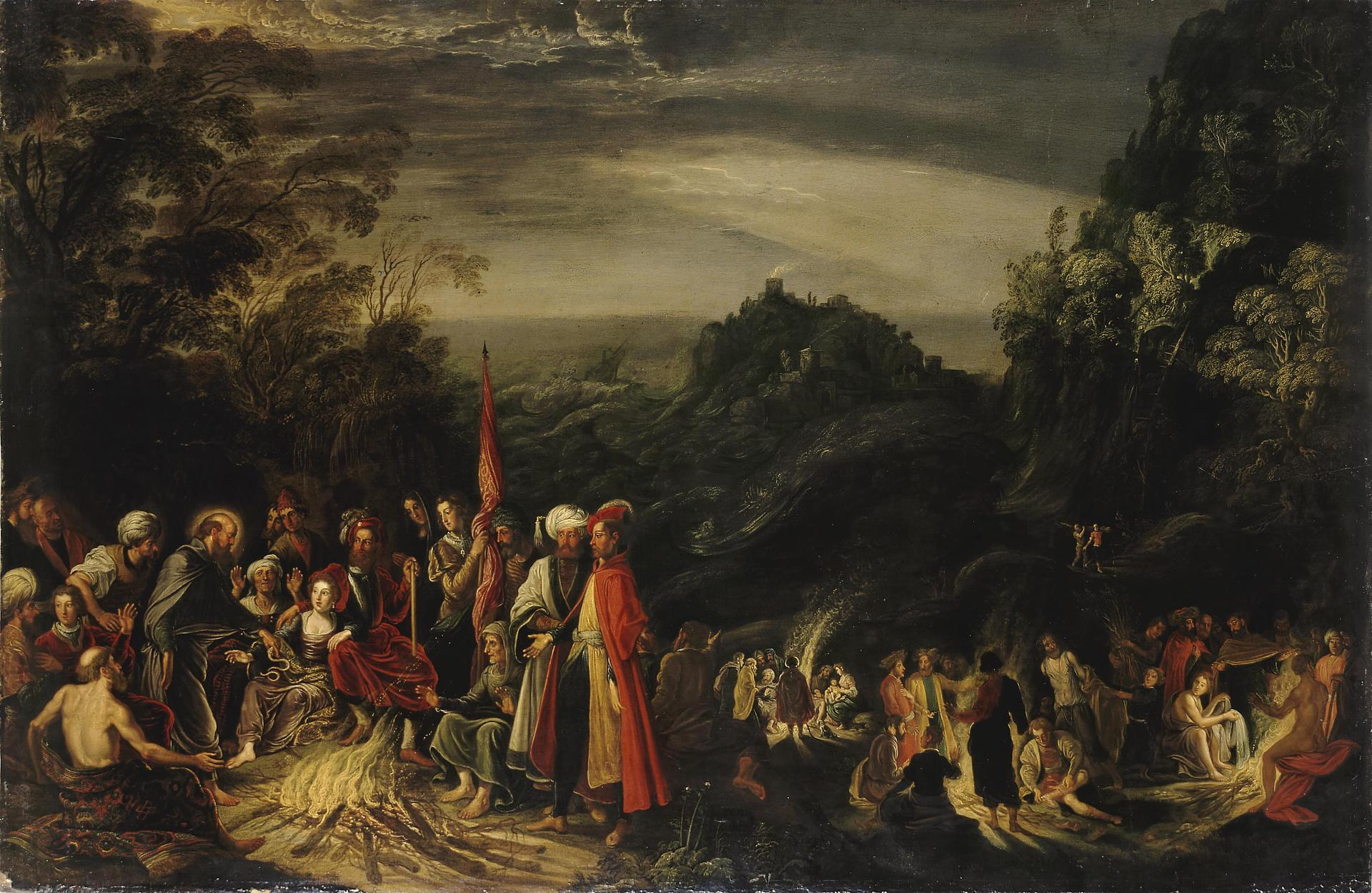
Чудо апостола Павла на острове Мальта. Между 1620 и 1623. Дерево, масло. Государственный Эрмитаж, Санкт-Петербург